# Epiophlebia laidlawi
Epiophlebia laidlawi là loài chuồn chuồn trong họ Epiophlebiidae. Loài này được Tillyard mô tả khoa học đầu tiên năm 1921.

## Hình ảnh

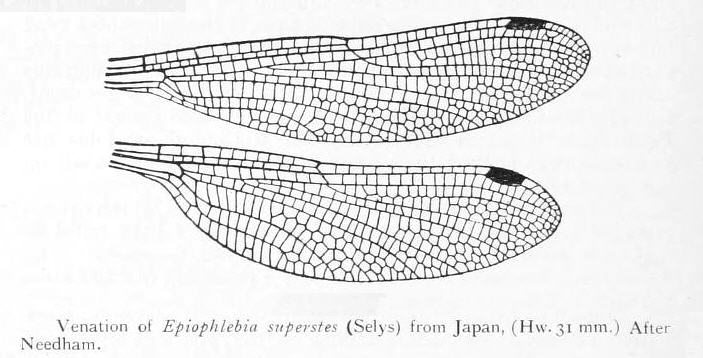
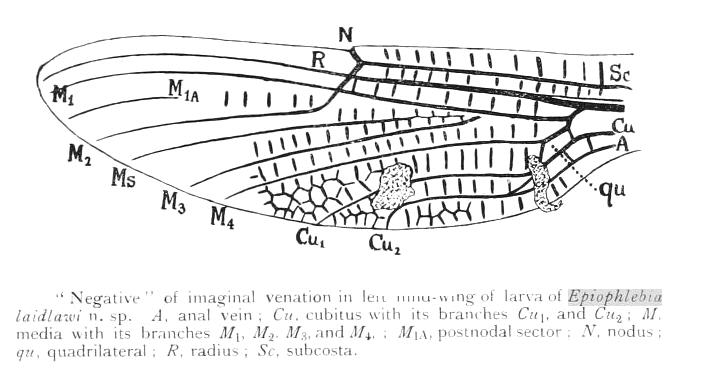
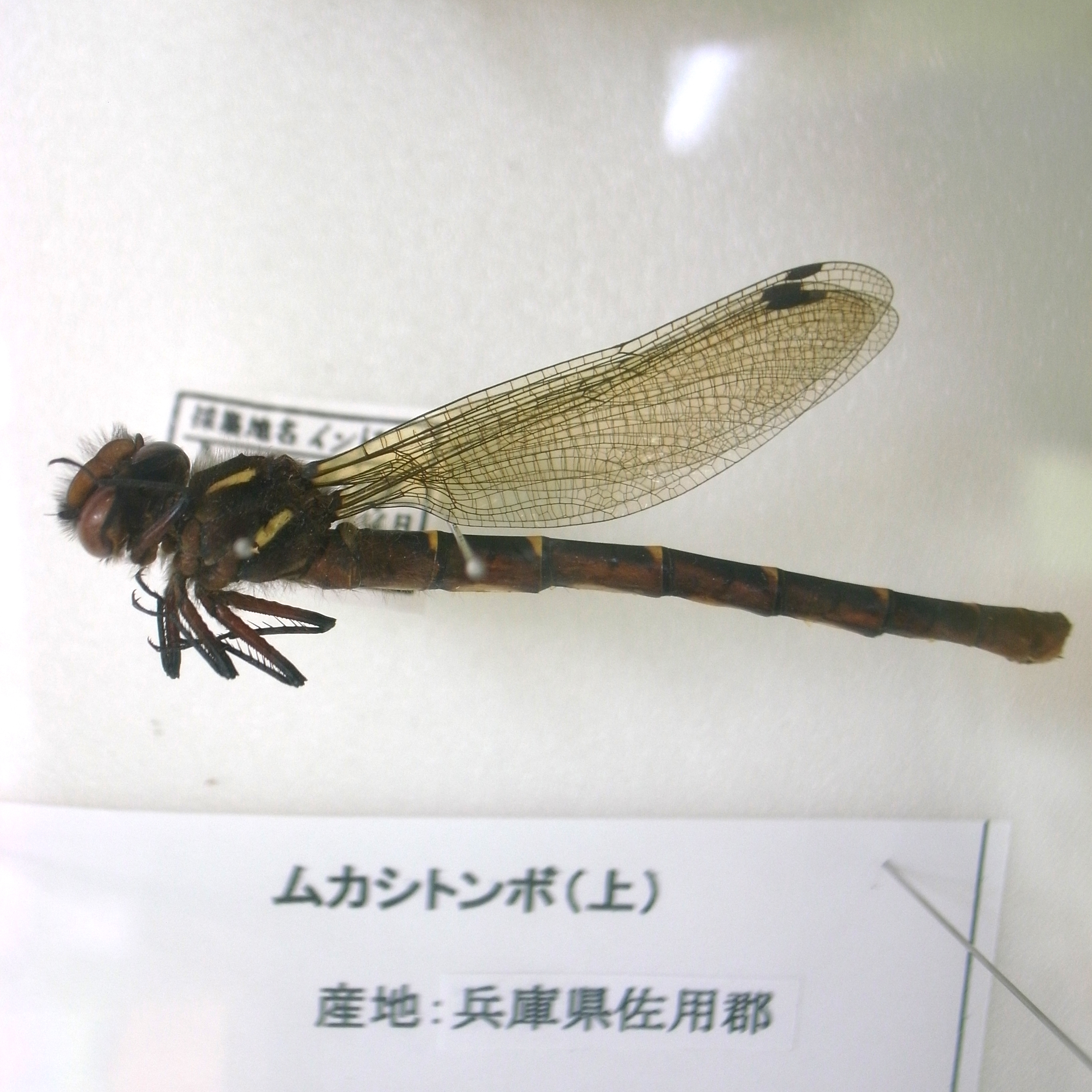